# Markgraafschap Baden-Baden
Het markgraafschap Baden-Baden was een tot de Zwabische Kreits behorend markgraafschap binnen het Heilige Roomse Rijk. Het markgraafschap werd ook het Opper-Markgraafschap genoemd. Het markgraafschap Baden-Durlach was de helft van het in 1535 opgesplitste markgraafschap Baden dat in 1771 onder dezelfde naam weer opgericht werd.

## Geschiedenis

### De deling van het markgraafschap Baden
Het markgraafschap ontstond na de deling van het markgraafschap Baden, die volgde na de kinderloze dood van Filips I in 1533. Op 13 en/of 24 augustus 1535 werd een verdrag getekend waarbij het gebied in twee helften verdeeld werd. Bij de verdeling kregen de twee andere zonen van Christoffel I van Baden ieder een deel. Door de slechte verhouding tussen Bernhard III van Baden-Baden en Ernst van Baden-Durlach ontstond er een onlogische verdeling waarbij Bernhard het gebied ten zuiden van de Alb met Baden, de heerlijkheid Beinheim in de Elzas en de voogdij over de kloosters Frauenalb en Herrenalb kreeg. Dit vormde het markgraafschap Baden-Baden.

### Baden-Baden tot de vereniging van Baden
De Reformatie werd in 1555 ingevoerd, maar later volgde een rekatholisering. In 1594 waren er grote schulden ontstaan en dreigde een verpanding aan het huis Fugger. Om dit te voorkomen werd het land door Baden-Durlach bezet. In die tijd werden Besigheim, Mundelsheim, Altensteig en Liebenzell aan het hertogdom Württemberg verkocht.
Tijdens de Dertigjarige Oorlog kwam er na de protestantse nederlaag in 1622 een eind aan de bezetting door Baden-Durlach. In 1635 gebeurde het omgekeerde: Baden-Durlach werd bezet door Baden-Baden.
Paragraaf 26 van artikel 4 van de Vrede van Osnabrück in 1648 regelde de teruggave van het markgraafschap. Verder werd geregeld dat beide markgraafschappen voortaan in de rijksdag en in de Zwabische Kreits wisselend de rangorde innemen.
In 1676 werd ook het andere aandeel in het graafschap Eberstein verworven. In 1689 werd de residentie Baden door Franse troepen verwoest. In 1698 werden Kehl en Sundheim als rijksleen verworven. Deze plaatsen waren in 1684 door Frankrijk ingelijfd en er werd nu een rijksvesting gebouwd. In 1705 werd de residentie verlegd naar Rastatt. In 1771 stierf het huis Baden-Baden uit, waarna het markgraafschap met Baden-Durlach tot een nieuw markgraafschap Baden verenigd werd.

## Lijst van heersers
| regering     | naam                         | geboren   | overleden  | familie                    |
| ------------ | ---------------------------- | --------- | ---------- | -------------------------- |
| 1535-1536    | Bernhard                     | 7-10-1474 | 29-6-1536  | zoon van Christof I        |
| 1536-1569    | Philibert                    | 22-1-1536 | 3-10-1569  | zoon                       |
| 1569/71-1588 | Philips II                   | 19-2-1559 | 17-6-1588  | zoon                       |
| 1588-1596    | Eduard Fortunatus            | 17-9-1565 | 18-6-1600  | volle neef                 |
| 1596-1622    | bezetting door Baden-Durlach |           |            |                            |
| 1622-1677    | Willem                       | 30-7-1593 | 22-5-1677  | zoon van Eduard Fortunatus |
| 1677-1707    | Lodewijk Willem              | 18-4-1655 | 4-1-1707   | kleinzoon                  |
| 1707-1761    | Lodewijk Georg               | 7-6-1702  | 22-10-1761 | zoon                       |
| 1761-1771    | August Georg                 | 14-1-1706 | 21-10-1771 | broer                      |